# Addison Powell
Addison Shelburne Powell (Belmont (Massachusetts), 23 februari 1921 – Shelburne (Vermont), 8 november 2010) was een Amerikaans acteur.

## Biografie
Powell ging studeren aan de Universiteit van Boston, en haalde daar zijn bachelor. Hierna nam hij dienst bij de United States Air Force als navigator, en vloog op ruim dertig oorlogsmissies mee met een B-17 Flying Fortress vanaf de vliegbasis in  East Anglia, Engeland naar hun doelen in Europa in de Tweede Wereldoorlog. Na de oorlog ging hij weer studeren aan de Yale-universiteit in New Haven (Connecticut).
Powell begon in 1951 met acteren in de televisieserie Lights Out. Hierna heeft hij nog meerdere rollen gespeeld in televisieseries en films zoals The Thomas Crown Affair (1968), Dark Shadows (1967-1970), Three Days of the Condor (1975) en Another World (1987). In 1990 speelde hij zijn laatste rol om daarna van zijn pensioen te genieten.
Powell trouwde in 1950 en kreeg drie kinderen en woonden samen in Manhattan (New York), hierna hebben zij nog in Vermont gewoond. In 1995 overleed zijn vrouw en zelf overleed hij op 8 november 2010 op 89-jarige leeftijd in zijn woonplaats Shelburne (Vermont) (een plaats in Chittenden County).

## Filmografie

### Films
- 1987 The Rosary Murders – als pastoor Edward Killeen
- 1984 Threesome – als mr. Jones
- 1980 Doctor Franken – als dr. Eric Kerwin
- 1978 Curse of Kilimanjaro – als ??
- 1977 Contract on Cherry Street – als Bob Halloran
- 1977 MacArthur – als Chester W. Nimitz
- 1977 Tail Gunner Joe – als generaal George C. Marshall
- 1975 Three Days of the Condor – als Leonard Atwood
- 1975 The Reincarnation of Peter Proud – als Reeves
- 1974 After the Fall – als vader van Quentin
- 1973 The Man Without a Country – als hoofd justitie
- 1973 Pueblo – als commissie officier
- 1968 The Thomas Crown Affair – als Abe
- 1963 In the French Style – als mr. James
- 1961 The Young Doctors – als geneesheer
- 1959 The Mating Game – als David de Groot

### Televisieseries
Uitgezonderd eenmalige gastrollen.
- 1988 – 1989 War and Remembrance – als admiraal Harold Stark – 2 afl.
- 1987 Another World – als Henry Washam - ? afl.
- 1981 Texas - als kolonel Austin - 5 afl.
- 1977 The Andros Targets – als generaal Claiborne – 2 afl.
- 1967 – 1970 Dark Shadows – als dr. Eric Lang – 38 afl.
- 1952 – 1953 Goodyear Television Playhouse – als Chester Wilson – 3 afl.

- International Standard Name Identifier: 0000 0000 2935 3417
- Library of Congress Control Number: n88226091
- Système universitaire de documentation: 253203848
- Virtual International Authority File: 58180505
- WorldCat: E39PBJwmQbggHRpttfJpphw3cP